# Haematopota irroratus
Haematopota irroratus är en tvåvingeart som beskrevs av Macquart 1838. Haematopota irroratus ingår i släktet Haematopota och familjen bromsar. Inga underarter finns listade i Catalogue of Life.